# Timelærer Nansen
|  | Denne artikel er oprettet af botten PalnaBot ud fra en ekstern database. Den kan derfor have sproglige fejl eller mangler. Denne skabelon kan fjernes efter kontrol af indholdet. |

Timelærer Nansen er en kortfilm fra 1968 instrueret af Kirsten Stenbæk efter manuskript af Kirsten Stenbæk, Bent Grasten.

## Handling
Fri kortfilm i collageform om en lærer på en pigeskole og den pige, han ville i seng med.